# Equilibrio Vital
Equilibrio Vital es un grupo multiartístico venezolano que hace incursión en artes plásticas, escénicas y literarias, y que es mayormente conocido por su exploración musical a través de la banda de rock progresivo del mismo nombre. El grupo vio sus inicios el 1 de junio de 1980, fecha en la cual los músicos Marcos Chacón, Carlos Serga y el artista plástico Jaime Moroldo deciden unir esfuerzos con el objetivo de transmitir un mensaje positivo a través del arte. Muy pronto se añade al grupo el músico Guillermo González, tras una invitación a participar realizada por su amigo Marcos Chacón, y más adelante, en octubre de 1980, ingresa Elena Prieto, quien aporta su voz a la banda y además expande los horizontes del grupo con la incursión en la danza, la literatura y el teatro. En mayo de 1981 Arnoldo Serga, Norma Figuera y Aracely Ramírez comienzan a formar parte del grupo. En agosto de 1981 entra en la agrupación el baterista Laureano Rangel.

## Historia
En 1983 es lanzado el primer disco de la banda, el homónimo de Equilibrio Vital, a través de la discográfica venezolana COLOR, con un diseño de carátula obra de Jaime Moroldo. En diciembre de ese año participan en el rodaje de la película Rock Venezolano, en la que se deja escuchar de principio a fin el tema Guerra, uno de los himnos de la banda. También participaron en la película las bandas de venezolanas Témpano, Resistencia y La Misma Gente.
En 1984 lanzan su segundo álbum, Kazmor El Prisionero, también a través de COLOR, un disco con una mezcla musical mucho más experimental que la de su primer trabajo. El álbum, al igual que el primer trabajo, cuenta con una obra de Jaime Moroldo en la carátula, e incluye además el cuento de Elena Prieto, Kazmor. El trabajo de fotografía del álbum es de Laureano Rangel.
En 1986 organizan Rock`s Tour 86 “Las dos Caras del Rock” invitando a la banda de Mineápolis “Dare Force”, presentándose en el Anfiteatro "Oscar Martínez" de Barqusimeto y en el Gimnasio cubierto de Maracaibo.
En 1987 se preparan para lanzar Calor Humano a través del sello discográfico Top Hits, empresa que en su momento apoyó también a la banda venezolana Témpano. El álbum fue producido y grabado, pero nunca fue lanzado oficialmente. Algunos allegados a la banda aseguran haber visto una distribución no oficial en formato casete, sin embargo, la discográfica nunca se pronunció al respecto.
En 1990 graban una cuarta producción cuyo lanzamiento no se llega a realizar. Sin embargo el tema La jornada, extraído de este álbum, recibió apoyo radial de diferentes emisoras país. Ese mismo año Aracely Ramírez y Jaime Moroldo realizan la exposición titulada En Equilibrio Vital, en la galería Viva México de Caracas del 26 de agosto al 9 de septiembre, y sale al aire el programa semanal de radio Equilibrio Vital, con Elena Prieto en la locución y producción, Norma Figuera en la producción, y Marcos Chacón en la producción musical.
En 1992 y 1993 se lleva a cabo la exposición Hacia la luz del Infinito de la mano de Jaime Moroldo.
En 1993 la banda participa junto a otras agrupaciones en un concierto benéfico en el Teatro de la Opera de Maracay.
En 1995 la banda graba varios temas inéditos, y realiza un concierto en El Puntazo Sala Show en la ciudad de Maracay.
En 1999 comienza la grabación de un nuevo álbum con una nueva alineación. A finales de ese mismo año la discográfica francesa Musea Records propone la reedición del primer trabajo de la banda, Equilibrio Vital. El contrato es firmado y se decide incluir nuevas piezas en el álbum, pero la grabación se ve interrumpida en diciembre de 2001, cuando fallece Marcos Chacón, uno de los miembros fundadores y pilar fundamental del grupo. A pesar del duro golpe, Equilibrio Vital sigue adelante, bajo la batuta de Guillermo González y Jaime Moroldo. 
En 2000 se crea el Taller Equilibrio Vital, en donde se trabaja con pintura, gráfica de pequeño formato, piezas en gres y vidrio, y cerámica artesanal en general. También Ese año participan en la Ruta Artesanal Aragua 2000 Archivado el 6 de mayo de 2021 en Wayback Machine..
En 2002 la banda hace una presentación junto a Premiata Forneria Marconi, en el teatro Santa Rosa de Lima, en la ciudad de Caracas.
En 2003 lanzan de manera independiente la recopilación Continuidad Por Siempre, trabajo realizado sólo con fines promocionales. En ese mismo año también se produce el lanzamiento del disco Tributo a Marcos Chacón a través de Musea, la reedición en CD del primer álbum de la banda de 1983, con tres temas nuevos en cuya grabación participó Marcos Chacón: Momentos y A mis amigos, grabados en 2001, y Madre, grabado en 2003, y en donde se usó la voz de Chacón grabada en el año 2000.
En 2004 la agrupación se presenta en México como participante del Baja Prog Festival, con una nueva alineación centrada en tres guitarras acústicas, interpretando temas clásicos y nuevos de Equilibrio Vital, en una renovación total del sonido de la banda. La nueva configuración enteramente electroacústica representa la nueva dirección musical que asume la banda. 
En 2006 lanzan a través de Musea Records una reedición en CD de Kazmor El Prisionero, su segundo álbum, grabado en 1984. La reedición cuenta además con cinco temas adicionales, grabados entre 2002 y 2005.
A partir de noviembre de 2006 se trabaja en una nueva producción, con composiciones en su mayoría de Guillermo González y con mayor presencia de teclados, en la que se evidencia el estilo progresivo de la banda.
En 2009 participan en dos proyectos de Colossus Magazine/Musea Records. El primero de ellos "Tuonen Tytär II", un tributo a las bandas de rock progresivo finlandesas de los años 70. Realizan una versión del tema "Impressions Of India" de Jukka Tolonen, contando con la colaboración del primer batería de la banda: Laureano Rangel.
En el segundo proyecto "Dante's Divine Comedy Part II - Purgatorio", participan con un tema de Guillermo González,  "Juicio final". En esta oportunidad invitan a los músicos italianos,  Davide Guidoni (batería)  y Roberto Bobo Aiolfi (bajo).
En diciembre de 2010 sale a la venta su nueva producción "Retorno", nuevamente bajo el sello Musea Records. Este trabajo consta de 9 temas y como bonus track la versión del tema "Impressions Of India", realizada para "Tuonen Tytär II".
En mayo de 2020 fallece Arnoldo Serga.

## Integrantes
- Marcos Chacón (guitarra, voz) †
- Guillermo González (guitarra, bajo, flauta, saxofón, voz)
- Endgork Moroldo (teclados, diseño gráfico, arte digital,  mánager)
- Jaime Moroldo (artes plásticas, diseño gráfico, escenografía, organización, mánager)
- Aracely Ramírez (artes plásticas, diseño gráfico, arte digital, organización)
- Arnoldo Serga (bajo, percusión) †
- Miguel Ramírez (escritos, seguridad)

## Exintegrantes
- Elena Prieto (voz, artes literarias, teatro, danza, organización)
- Carlos Serga (guitarra, voz)
- Maximino Suárez (teclados, guitarra, voz)
- Laureano Rangel (batería)
- Marco Fatone (batería)
- Fernando Salas (batería)
- Jorge Liechtenstein (batería)
- Norma Figuera (artes literarias, vestuario)
- Trina Noguera (danza)
- Marilú Calandriello (organización)
- Víctor Pérez (guitarra)
- Marcos César Andrade (Nano) (voz)
- Jorge Luis Ayala (batería, guitarra, voz)
- Jacinto González (guitarra, Ing. de Sonido)
- César Jaimes (guitarra)
- Gabriel Apolo Abreu (chelo)

## Discografía

### Álbumes
- Equilibrio Vital, (1983)
- Kazmor El Prisionero, (1984)
- Calor Humano, (1988)
- Retorno, (2010)

### Recopilaciones
- Continuidad Por Siempre, (2003)

### Reediciones
- Tributo a Marcos Chacón, (2003)
- Kazmor El Prisionero, (2006)

### Participaciones
- Tuonen Tytär II - A Tribute To Finnish Progressive Rock Of The 70’s Volume Two, (2009)

CD 3 Track 7 "Impressions of India"
- Dante's Divine Comedy Part II - Purgatorio, (2009)

CD 4 Track 4 "Juicio Final"